# Solarização do solo

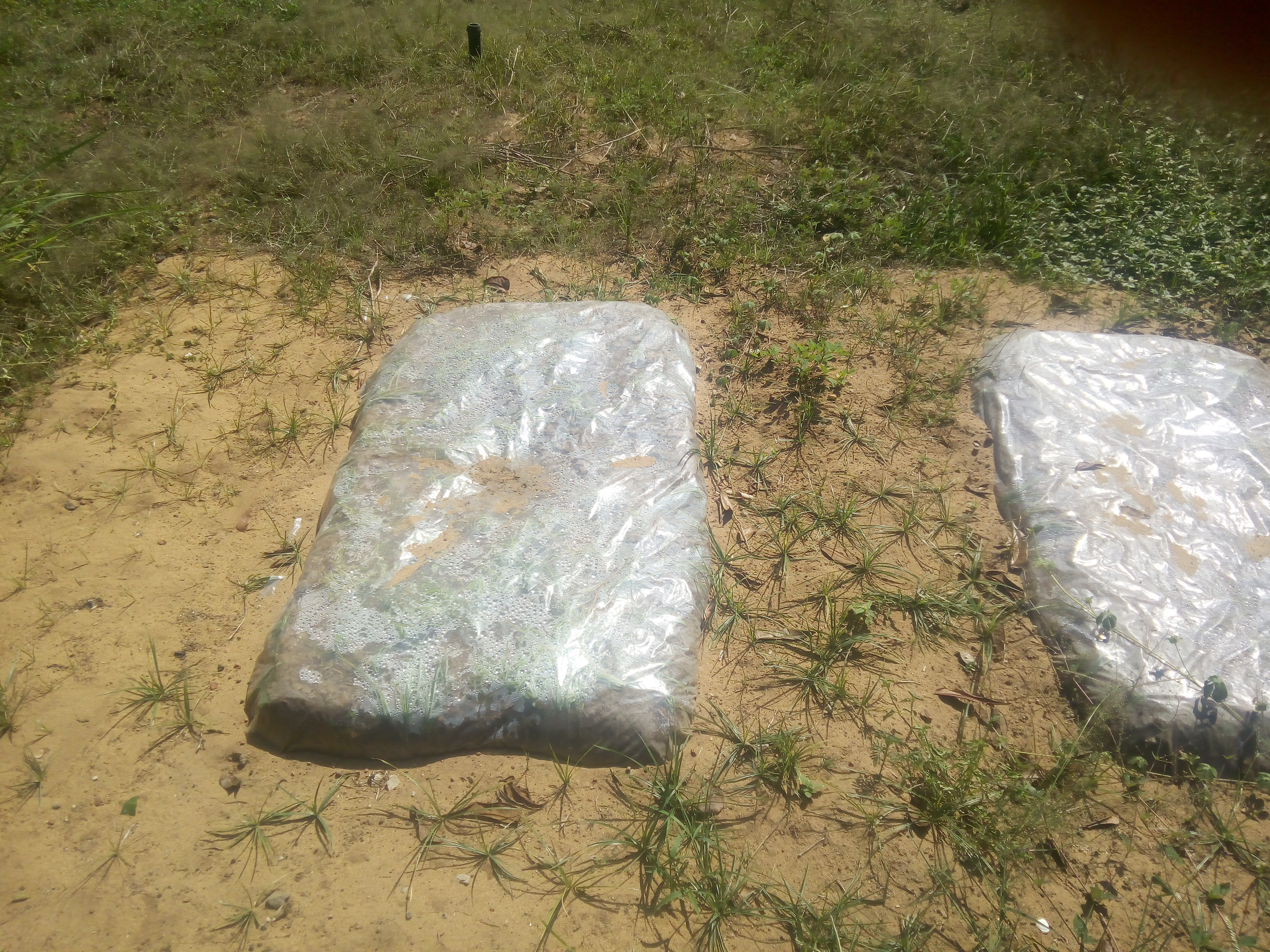
Solarização do solo

A solarização do solo é um método não químico e ecologicamente correto para controlar pragas usando energia solar para aumentar a temperatura do solo a níveis em que muitos patógenos de plantas transmitidos pelo solo serão mortos ou muito enfraquecidos. A solarização do solo é usada em climas quentes em uma escala relativamente pequena em jardins e fazendas orgânicas. A solarização do solo enfraquece e mata fungos, bactérias, nematóides e pragas de insetos e ácaros junto com ervas daninhas no solo, cobrindo o solo com cobertura morta e cobrindo-o com uma lona, geralmente com uma cobertura de polietileno transparente para reter a energia solar. Essa energia causa mudanças físicas, químicas e biológicas na comunidade do solo. A solarização do solo depende do tempo, da temperatura e da umidade do solo. Também pode ser descrito como métodos de descontaminação do solo ou criação de solos supressivos pelo uso da luz solar. 

## Desinfestação do solo
A solarização do solo é um processo hidrotérmico de desinfecção do solo contra pragas, realizado por energia solar (referido como aquecimento solar do solo nas primeiras publicações) e é relativamente um novo método de desinfestação do solo, descrito pela primeira vez em extensos detalhes científicos por Katan em 1976. O modo de ação da solarização do solo é complexo e envolve a utilização do calor como agente letal para pragas do solo a partir do uso de lonas transparentes de polietileno. Para aumentar a eficácia do aquecimento solar são necessárias temperaturas sazonais ideais, cobertura morta durante altas temperaturas e irradiação solar, e condições de umidade do solo.
As temperaturas do solo são mais baixas quando a profundidade do solo diminui e é necessário continuar o processo de cobertura vegetal para controlar os microorganismos. As práticas de solarização do solo exigem que as temperaturas do solo atinjam 35-60 graus Celsius o que mata os patógenos nos 30 centímetros superiores do solo. A solarização não esteriliza completamente o solo.  A solarização do solo melhora o solo no sentido de promover microrganismos benéficos. A solarização do solo cria uma comunidade microbiana benéfica, matando até 90% dos patógenos. Mais especificamente, um estudo relatou que após oito dias de solarização 100% do V. dabliae (um fungo que causa o murchamento e a morte das culturas agrícolas) foi morto a uma profundidade de 25 centímetros.
A solarização do solo causa uma diminuição de micróbios benéficos, porém bactérias benéficas como as espécies Bacilos são capazes de sobreviver e florescer sob altas temperaturas em solos solarizados. Outros estudos também relataram um aumento de Trichoderma harzianum (fungicida) após a solarização.
A solarização do solo permite a recolonização de micróbios benéficos competitivos, criando condições ambientais favoráveis. O número de micróbios benéficos aumenta com o tempo e torna os solos solarizados mais resistentes aos patógenos. O sucesso da solarização não se deve apenas à diminuição dos patógenos do solo, mas também ao aumento de micróbios benéficos como Bacilos, Pseudomonas e Talaromyces flavus. Foi demonstrado que a solarização do solo suprime os patógenos do solo e causa um aumento no crescimento das plantas. Solos suprimidos promovem rizobactérias e demonstraram aumentar o peso seco total da beterraba sacarina em 3,5 vezes. Além disso, o estudo mostrou que rizobactérias promotoras de crescimento de plantas em beterraba sacarina tratada com solarização do solo aumentou a densidade das raízes em 4,7 vezes. A solarização do solo é uma prática agrícola importante para a supressão ecologicamente correta de patógenos do solo.

## Descontaminação do solo
Um estudo de 2008 utilizou uma célula solar para gerar um campo elétrico para a remediação eletrocinética (EK) de solos contaminados com cádmio. A célula solar podia conduzir a electromigração do cádmio no solo contaminado, e a eficiência de remoção conseguida pela célula solar era comparável à conseguida pela fonte de alimentação convencional. 
Na Coreia, foram avaliados vários métodos de remediação da lama do solo e das águas subterrâneas contaminadas com benzeno numa estação de serviço poluída, incluindo um sistema de reator fotocatalisado movido a energia solar, juntamente com vários processos de oxidação avançados (POA). O método de remediação mais eficaz (sinérgico) incorporou um processo de luz solar com lama de TiO2 e sistema H2O2, alcançando 98% de degradação de benzeno, um aumento substancial na remoção de benzeno. 

## História
A solarização do solo é a terceira abordagem para a desinfestação do solo; as duas outras abordagens principais, a vaporização e a fumigação do solo, foram desenvolvidas no final do século XIX. A ideia da solarização baseou-se em observações feitas por extensionistas e agricultores no quente Vale do Jordão, que notaram o aquecimento intensivo do solo com polietileno triturado. O envolvimento de mecanismos de controle biológico no controlo de agentes patogênicos e as possíveis implicações foram indicados na primeira publicação, notando o efeito muito prolongado do tratamento. Em 1977, cientistas americanos da Universidade da Califórnia em Davis relataram o controlo de Verticillium num campo de algodão, com base em estudos iniciados em 1976, denotando assim, pela primeira vez, a possível ampla aplicabilidade deste método. 
A utilização do polietileno para a solarização do solo difere, em princípio, da sua utilização agrícola tradicional. Com a solarização, o solo é coberto durante os meses mais quentes (e não nos mais frios, como na plasticultura convencional, que se destina a proteger a cultura), a fim de aumentar as temperaturas máximas, numa tentativa de atingir níveis de calor letais. 
Nos primeiros 10 anos após a influente publicação de 1976, a solarização do solo foi investigada em pelo menos 24 países e foi agora aplicada em mais de 50, principalmente nas regiões quentes, embora tenha havido algumas excepções importantes. Os estudos demonstraram a eficácia da solarização com várias culturas, incluindo hortícolas, culturas arvenses, ornamentais e árvores de fruto, contra muitos agentes patogênicos, ervas daninhas e um artrópode do solo. Também foram detectados os agentes patogênicos e as ervas daninhas que não são controlados pela solarização. As alterações biológicas, químicas e físicas que ocorrem no solo solarizado durante e após a solarização foram investigadas, bem como a interação da solarização com outros métodos de controlo. Os efeitos a longo prazo, incluindo o controlo biológico e o aumento da resposta do crescimento, foram verificados em várias regiões climáticas e solos, demonstrando a aplicabilidade geral da solarização. Foram desenvolvidos modelos de simulação computorizados para orientar os investigadores e os agricultores sobre se as condições ambientais da sua localidade são adequadas para a solarização. 
Foram também realizados estudos de melhoria da solarização através da integração com outros métodos ou através da solarização em estufas fechadas, ou estudos de aplicação comercial através do desenvolvimento de máquinas de cobertura vegetal. 
A utilização da solarização em pomares existentes (por exemplo, para controlar o Verticillium em plantações de pistache) é um desvio importante do método padrão de pré-plantação e foi relatado já em 1979. 